# Munter und lebendig
Munter und lebendig (englisch: Alive and Kicking) ist eine britische Filmkomödie in Schwarz-Weiß aus dem Jahre 1959 von Cyril Frankel mit Sybil Thorndike, Kathleen Harrison, Estelle Winwood und Stanley Holloway den Hauptrollen.

## Handlung
Die älteren Damen Miss Dora, Miss Rosie und Miss Mabel leben in einem Altenheim, dem Sunset Home. Die rüstigen und freiheitsliebenden Freundinnen kommen mit den einengenden Gepflogenheiten schon kaum zurecht, als sie erfahren müssen, dass getrennt werden sollen und zwei von ihnen sogar in Heime in anderen Städten verlegt werden sollen, was ihrer Freundschaft ein Ende setzen würde. Daraufhin fliehen sie gemeinsam aus dem Heim. Als sie gleuben, von einem Polizisten entdeckt worden zu sein, verstecken sie sich am Hafen in einem Motorboot. Versehentlich setzen die das Boot in Fahrt und erreichen so, das Lied What Shall We Do With A Drunken Sailor schmetternd, das offene Meer, wo ihnen dann das Benzin ausgeht. Die Rettung kommt in Form eines russischen Frachters. Da Niemand an Bord Englisch versteht, die drei Damen aber nicht den weiten Weg bis nach Murmansk mitreisen wollen, werden sie auf ihre Bitte hin bei der nächsten sich bietenden Gelegenheit wieder von Bord gelassen.
Dora, Rosie und Mabel landen damit auf der irischen Insel Inishfada, die von freundlichen aber armen Menschen bewohnt wird. Sie finden drei herunter gekommene, leer stehende Cottages und ziehen kurz entschlossen in diese ein. Doch nur kurze Zeit später kommt der Besitzer MacDonagh aus den USA zurück, wo er als Geschäftsmann erfolgreich tätig war. Er erklärt den drei Ladies, dass er sich die Häuser für seinen Lebensabend gekauft hat. Zudem erfahren die Drei von MacDonaghs Herzleiden, welches ihn auch prompt wenige Minuten später dahin raft und ihn von der Klippe ins Meer stürzen lässt. Kurzentschlossen geben sie sich als MacDonaghs Nichten aus. Der Schwindel glückt zunächst und nur wenig später werden auch schon von MacDonagh bestellte neue Möbel für die Häuser geliefert. Was die Drei jedoch nicht wissen ist, dass MacDonagh bei seiner Ankunft auf der Insel im Scherz ein paar Jungen erzählt hatte, er sei mit drei Frauen verheiratet. Daraufhin glauben die Inselbewohner, es handele sich bei den Ladies um eben jene drei fiktiven Ehefrauen. Kurzentschlossen macht sich ein Mob auf den Weg zu den Cottages auf, um dem vermeintlichen unmoralischen Treiben ein Ende zu setzen. Dora kann die Situation jedoch geistesgegenwärtig entschärfen, woraufhin alles in einer wilden Feier endet, bei der auch zwei Kisten von MacDonaghs 12 Jahre altem Whisky „vernichtet“ werden.
Nachdem Dora schon während der Feier ein fein gestrickter Pullover aufgefallen war, erwirbt sie beim Einkauf am nächsten Tag einen davon im Dorf. Diesen schickt sie einer Cousine, die in London ein Bekleidungsgeschäft betreibt. Ergebnis ist eine Bestellung über 300 Pullover, die zu je 5 £ gekauft werden. Dora organisiert daraufhin das Geschäft mit den einheimischen Frauen, die für jeden Pullover 4 £ 10 Schilling bekommen, während die drei Ladies für ihre Vermittlungstätigkeit 10 Schilling für sich behalten können.
Nachdem nun die Situation geklärt geglaubt war, taucht MacDonaghs Anwalt auf der Insel auf, und verlangt seinen Mandanten zu sprechen. Da ihm dies verweigert wird, ruft er die Polizei. Bevor die Sache nun endgültig eskaliert, taucht auf einmal MacDonagh auf. Er war gar nicht tot, sondern ist an einer Nachbarinsel angespült worden. Von dieser wurde er nun zurückgebracht. Als er von der Charade erfährt, spielt er kurzentschlossen mit und bestätigt dem Inselpolizisten, dass Dora, Rosie und Mabel seine Nichten wären. Am Ende eröffnet er, dass er von Inishfada stammt und zurückgekommen war, um seiner Heimat Hilfe angedeihen zu lassen. Mit Freude stellt er fest, dass die drei Ladies das mittlerweile schon getan hatten.

## Hintergründe
Drehort war die zu den Slate Islands gehörende schottische Insel Easdale. Es war der einzige Film, der von der Produktionsfirma Diador realisiert wurde.
Der Film hatte das British Board of Film Classification im November 1958 passiert, eine Premiere im Dezember des Jahres, wie bei IMDb angegeben, lässt sich jedoch nicht in der zeitgenössigen Presse nachweisen. Die Premiere war somit am 11. Juni 1959 am Leicester Square in London, die landesweite Kinoauswertung begann einen Monat später am 12. Juli.
Die drei Hauptdarstellerinnen, durchweg populäre und profilierte Charakterdarstellerinnen, waren während der Filmproduktion wie auch Holloway alle schon älter als 65 Jahre. Die das Liebespaar darstellenden Richard Harris und Olive McFarland hingegen gaben ihr Filmdebüt. Für den Produzenten Viktor Skutezky war es der letzte Film, er ging danach in den Ruhestand. Obwohl Harris’ Rolle vergleichsweise klein war, wurde er neben Thorndike und Harrison auf dem Cover der deutschsprachigen DVD-Veröffentlichung genannt, während Winwood und Holloway ungenannt blieben. Die als Coverbild gewählte Standfotografie zeigt wiederum keine der drei Protagonistinnen, sondern Holloway beim ausgelassenen Tanz mit einem Dorfmädchen. Damit wird auf das Motiv der gezeichneten Original-Filmposter zurückgegriffen, das ebenfalls diese Szene zeigt, wo jedoch im Hintergrund noch die drei alten Ladies in und bei einem der Cottages gezeigt werden.

## Kritiken
Der Film wurde überwiegend positiv-wohlwollend aufgenommen. Halliwell’s Film & Video Guide urteilte in seiner 1998er Ausgabe: Agreeable minor comedy, a showcase for its elderly but vigorous stars (Angenehme kleine Komödie, eine Bühne für ihre älteren, aber kraftvollen Stars) und vergab einen von vier möglichen Sternen. Auch Cinema urteilte ähnlich positiv über die Hauptdarstellerinnen: Die Omas (u. a. Estelle Windwood) sind einfach sweet!. RadioTimes vergab drei von fünf Sternen und lobte neben den Darstellerinnen auch den Regisseur: director Cyril Frankel's engaging piece of Irish whimsy is slight but diverting (Regisseur Cyril Frankels einnehmendes Stück irischer Laune ist leicht, aber unterhaltsam). Auch der TV Guide vergab drei von fünf Sternen und urteilte: this delightfully zany British comedy gets added spark from the three main actresses and the ever-precocious Holloway (Diese herrlich verrückte britische Komödie erhält zusätzlichen Schwung durch die drei Hauptdarstellerinnen und den wie immer köstlichen Holloway). Auch der Filmdienst kommt zu einem positiven Urteil: Charmante Komödie mit großartigen Hauptdarstellerinnen. Dem sozialkritischen Thema werden überwiegend heitere Seiten abgewonnen.

## Synchronisation
Die deutsche Synchronfassung entstand erst 1997.
| Rolle              | Darsteller          | Synchronsprecher       |
| ------------------ | ------------------- | ---------------------- |
| Miss Dora Wilmot   | Sybil Thorndike     |                        |
| Miss Rosie Baker   | Kathleen Harrison   |                        |
| Miss Mabel Fife    | Estelle Winwood     | Tilly Lauenstein       |
| Mr. MacDonagh      | Stanley Holloway    | Lothar Blumhagen       |
| Oberschwester      | Joyce Carey         |                        |
| Russischer Kapitän | Eric Pohlmann       | Friedrich G. Beckhaus  |
| Ornithologe        | Colin Gordon        | Hans-Jürgen Dittberner |
| Anwalt             | John Salew          |                        |
| Polizist           | Patrick McAlinney   |                        |
| älterer Mann       | Liam Redmond        | Gerd Holtenau          |
| ältere Frau        | Marjorie Rhodes     | Barbara Adolph         |
| Liebhaber          | Richard Harris      |                        |
| Geliebte           | Olive McFarland     |                        |
| Postmann           | Anita Sharp-Bolster |                        |
| Postfrau           | Paul Farrell        |                        |
| June               | Liz Fraser          |                        |

## Soundtrack
Ohne dass der Film ein Musical ist, sind viele der Lieder in die Filmhandlung eingebunden:
- Alive and Kicking, Komposition: Philip Green, Text: Michael Carr
- Liscannon Bay, Komposition: Philip Green, Text: Michael Carr
- Sobre las olas, Komposition: Juventino Rosas, arrangiert von Philip Green
- The Chop Waltz, Komposition: Euphemia Allen (unter dem Pseudonym Arthur De Lulli)
- One I Truly Love, Komposition: Philip Green, Text: Michael Carr
- What Shall We Do With A Drunken Sailor, Volkslied, gesungen von Sybil Thorndike, Estelle Winwood und Kathleen Harrison
- The Farmer in the Dell, traditionelles Schlaflied, gesungen von den Dorfkindern

## Belege und Anmerkungen
1. ↑  auf der DVD „Freigegeben ohne Altersbeschränkung“, laut Filmdienst FSK 6
2. ↑  2004, Price Light Median GmbH; da der Film nicht vor der Veröffentlichung dieser DVD in den Filmjahrbüchern vorkommt, müsste es sich damit um die deutsche Erstveröffentlichung handeln.
3. ↑  Picture of Alive and Kicking. Abgerufen am 27. März 2025 (englisch).
4. ↑  CINEMA online: Munter und lebendig (1959) - Film | cinema.de. Abgerufen am 27. März 2025.
5. ↑  Alive and Kicking – review | cast and crew, movie star rating and where to watch film on TV and online. 14. August 2020, abgerufen am 27. März 2025.
6. ↑  Munter und lebendig. In: Deutsche Synchronkartei. Abgerufen am 27. März 2025.